# Резолюция Совета Безопасности ООН 849
Резолюция Совета Безопасности ООН 849  — резолюция Совета Безопасности ООН, единогласно принятая 9 июля 1993 года, после того, как произошли недавние боевые действия за Сухуми в спорном регионе Абхазия, Совет Безопасности потребовал от Генерального секретаря Бутроса Бутрос-Гали направить своего Специального советника в регион, чтобы достичь соглашения о прекращении огня между Абхазией и Грузией, и после того, как он соглашение было достигнуто, Генеральный секретарь направил 50 военных наблюдателей. Это была первая резолюция Совета Безопасности по конфликту.
Генеральному секретарю также было предложено вынести рекомендации по мандату военных наблюдателей, в то время, когда он проявлял усилия по началу мирного процесса с участием Абхазии, Грузии и России в качестве посредника и продолжение сотрудничества с Действующим председателем ОБСЕ. Наконец, правительству Грузии было предложено обсудить с Организацией Объединенных Наций соглашение о статусе сил в регионе для содействия скорейшему размещению международных наблюдателей.